# Дот-блоттинг

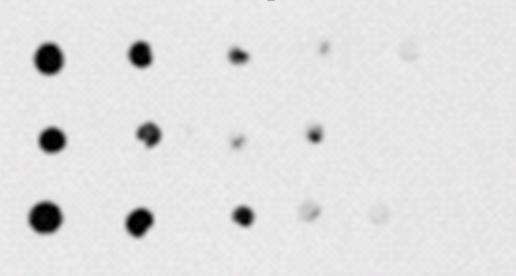
Дот-блот. Более тёмные изображения указывают на большее количество антител, связавшихся с образцом. Слева направо всё большее разведение образца, вплоть до потери сигнала.

Дот-блот — техника, используемая в молекулярной биологии для детекции различных макромолекул, таких как нуклеиновые кислоты или белки. Данная техника является некоторым упрощением вестерн-блота: образцы, содержащие исследуемые макромолекулы, наносятся сразу на нитроцеллюлозную или PVDF-мембрану, минуя стадию предварительного электрофореза в ПААГ (в частности при работе с белками).

### Протокол при работе с PVDF-мембраной
1. На сухую PVDF-мембрану нанести исследуемые образцы(1-3 мкл раствора на точку). В случае работы с PVDF-мембраной буфер, в котором растворены образцы должен иметь достаточно высокую ионную силу, в противном случае раствор просто может не войти в мембрану в виду её гидрофобных свойств.
2. Мембрану необходимо высушить. Обычно достаточно 30 минут при комнатной температуре.
3. Поместить мембрану в буфер для уменьшения неспецифических связываний антител. Роль агента, уменьшающего неспецифические взаимодействия выполняет, как правило, бычий сывороточный альбумин(БСА) или сухое молоко. 20 минут — 1 час при комнатной температуре.
4. Поместить мембрану в буфер с первичными антителами. В данном буфере также присутствует БСА или сухое молоко, но в меньшем количестве. 1 час — ON, T = 4 С°.
5. Отмыть мембрану 3 х 5 мин.
6. Поместить мембрану в буфер с вторичными антителами, на которых находится средство детекции, например, пероксидаза хрена. 1-2 часа при комнатной температуре.
7. Снова отмыть мембрану 3 х 5 мин.
8. Поместить мембрану в раствор для детекции. В коммерческий раствор лучше добавить 30 % перекись водорода (порядка 10-50 мкл на 10 мл раствора). 1-3 минуты при комнатной температуре.
9. Детекция. В случае использования вторичных антител с пероксидазой хрена наблюдают хемилюминесцентное излучение, вызванное разрезанием субстрата из раствора для детекции пероксидазой хрена. В случае использования прибора, регистрирующего хемилюминесценцию достаточно весьма небольшой экспозиции (до 2 минут)